# Милка Янакиева
Милка Янакиева е известна българска оперетна и поп певица, драматична актриса и изпълнителка на стари градски песни.

## Биография
Милка Янакиева е родена на 27 юли 1924 г. в Бургас. Завършва класическа гимназия в родния си град. Записва право в Софийския университет „Климент Охридски“ и актьорско майсторство в Държавната театрална школа при професорите Стефан Сърчаджиев и Боян Дановски. Завършва с отличие класа на Боян Дановски и се връща в Бургас с две дипломи за висше образование. Но там я чака заповед за изселване. След дипломирането си стажува едновременно в седма юридическа консултация и Народния театър „Иван Вазов“, където впоследствие остава като актриса в продължение на 10 години.
От 1962 до 1982 г. работи в Държавен музикален театър „Стефан Македонски“. Участва в редижа радио пиеси.
Носител е на орден „Кирил и Методий“ от 1962 г. През 2006 година е наградена за цялостен принос в развитието и популяризирането на българската култура.
Паралелно с кариерата си на актриса Милка Янакиева се изявява и като поп певица и изпълнител на стари градски песни.
Умира през февруари 2015 година в София.

## Дискография
| Година | Албум            | Вид | Издател   | Каталожен номер |
| ------ | ---------------- | --- | --------- | --------------- |
| 1984   | „Милка Янакиева“ | SP  | Балкантон | ВТК 3786        |

## Телевизионен театър
- 1982 – „Под слънцето, близо до морето“ (Мирон Иванов)

## Филмография
- 1959 – „Калин Орелът“ – Цуцка (премиера на 20 март 1950 г.)
- 1952 – „Наша земя“ – Янка (премиера на 27 декември 1952 г.)
- 1954 – „Снаха“ – Миката (премиера на 6 септември 1954 г.)
- 1956 – „Две победи“ – изпращачка на жп гарата
- 1958 – „Малката“ (премиера на 4 май 1959 г.) - гостенка у Сокерови
- 1964 – „Приключение в полунощ“
- 1970 – „Князът“ – баба Параскева
- 1970 – „На всеки километър“ (1969 – 1971), 26 серии – в 22-ра серия
- 1975 – „И това, ако е морал“
- 1982 – „Ако нямаше цветя“ – жената с шапката
- 1987 - „Детско капричио“ (тв) - първата майка
- 1987 – „Едно стъпало по-горе“ – жената на бай Керан
- 1992 – „Вампири, таласъми“ – певица, озвучаваща сцена в спектакъл (премиера 18 септември 1992 г.)